# المرافق الكهربائية

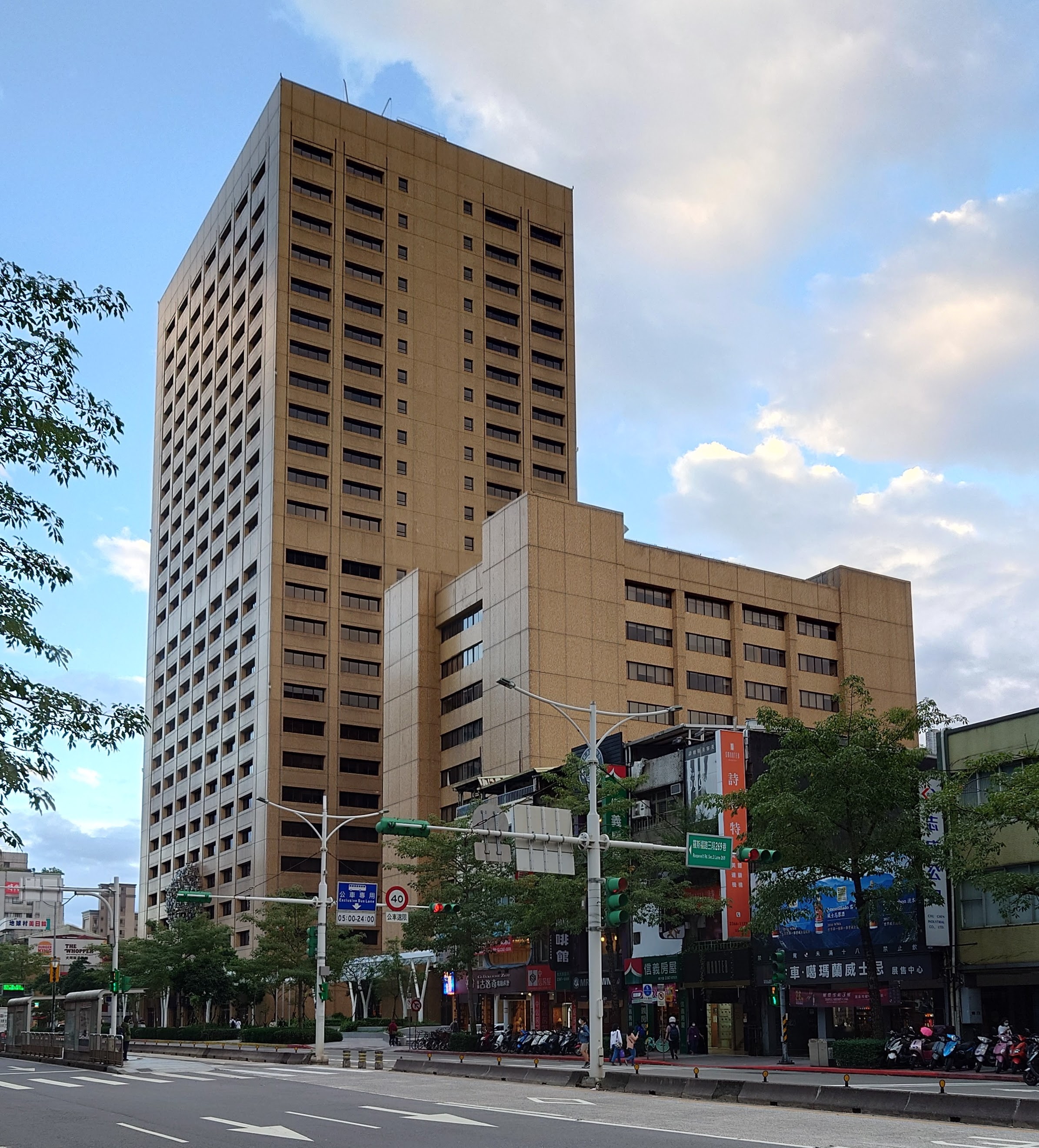

المرافق الكهربائية أو خدمات الكهرباء (بالإنجليزية: Electric utility) هي قطاع يشمل الشركات التي تعمل في صناعة الطاقة الكهربائية (وغالبًا ما تكون مرفقًا عامًا ) تشارك في توليد الكهرباء وتوزيع الكهرباء للمشترين في السوق المنظمة. يعد قطاع المرافق الكهربائية مزودًا رئيسيًا للطاقة في معظم البلدان.
وتشمل المرافق الكهربائية المرافق المملوكة للقطاع الخاص، المرافق المملوكة للقطاع العام، والمملوكة للتعاونيات، والمرافق التابعة لكيانات المؤممة. قد تتشارك تلك الجهات في كل أو بعض من جوانب الصناعة، وتعتبر أسواق الكهرباء أيضًا مرافق كهربائية - فتشتري هذه الكيانات الكهرباء وتبيعها، وتعمل بدور الوسطاء، ولكنها عادة لا تمتلك أو تشغل مرافق توليد أو نقل أو توزيع كهربائية. يتم تنظيم المرافق من قبل السلطات المحلية والوطنية.
تواجه المرافق الكهربائية طلبات متزايدة خصوصا مع تقادم البنية التحتية للشبكات الكهربائية والموثوقية والقوانين التنظيمية.
في عام 2009، كانت شركة كهرباء فرنسا EDF الفرنسية أكبر منتج للكهرباء في العالم.

## التنظيم

### معاملات الطاقة
نظام الطاقة الكهربائية هو مجموعة من منشآت التوليد والنقل والتوزيع والاتصالات والمرافق الأخرى المتصلة ماديا، ويتم الحفاظ على تدفق الكهرباء داخل النظام والتحكم في ذلك التدفق بواسطة مراكز الإرسال التي يمكنها شراء وبيع الكهرباء بناءً على متطلبات النظام.

### التعويض التنفيذي
غالبًا ما يحصل التعويض التنفيذي (الاجور) الذي يتلقاه المسؤولون التنفيذيون في شركات المرافق الكهربائية أكبر قدر من التدقيق في مراجعة المصروفات التشغيلية. وكما تكافح المرافق الخاضعة للتنظيمات الحكومية وهيئاتها الإدارية للحفاظ على التوازن بين إبقاء تكاليف خدماتها على المستهلك معقولة وايضا ان تكون التكلفة مربحة بدرجة كافية لجذب الاستثمارات لهم، يجب عليهم أيضًا الدخول بمنافسة مع الشركات الخاصة للظفر بمدراء تنفيذيين موهوبين ومن ثم التمكن من الاحتفاظ بهؤلاء المدراء.
من غير المرجح أن تستخدم الشركات الخاضعة للتنظيمات الحكومية المكافآت القائمة على الحوافز ليتم إضافتها إلى الرواتب الأساسية، ومن غير المرجح أن يتم الدفع للمدراء التنفيذيين في المرافق الكهربائية الخاضعة للتنظيمات الحكومية عبر المكافآت أو خيارات الأسهم مقابل أدائهم الناجح. هم أيضا أقل احتمالا للموافقة على سياسات الأجور التي تشمل الأجور القائمة على الحوافز. إن التعويض المقدم لمدراء المرافق الكهربائية هو الأدنى بين شركات المرافق المنظمة بقوانين حكومية التي لديها بيئة تنظيمية غير تنافسية، حيث أن هذه الشركات (شركات خدمات الكهرباء الخاضعة للتنظيم الحكومي) لديها قيود سياسية أكثر من تلك الموجودة في بيئة تنظيمية مواتية ويقل احتمال حصولها على استجابة إيجابية لطلبات زيادة الأسعار.
مثلما تؤدي القيود المتزايدة من اللوائح إلى خفض تعويضات المدراء التنفيذيين في المرافق الكهربائية، فقد ثبت أن رفع القيود عنها يزيد من الأجور، إن الحاجة إلى تشجيع سلوك المخاطرة في البحث عن فرص استثمارية جديدة مع إبقاء التكاليف تحت السيطرة تتطلب من الشركات غير الخاضعة لتنظيم حكومي تقديم حوافز قائمة على الأداء لمديريها التنفيذيين. لقد وُجد أن زيادة المكافآت من المرجح أيضًا أن تجذب المدراء التنفيذيين ذوي الخبرة في العمل في بيئات تنافسية.
في الولايات المتحدة، أزال قانون سياسة الطاقة لعام 1992 الحواجز السابقة أمام المنافسة في صناعة / قطاع المرافق الكهربائية، وتسمح حاليًا 24 ولاية بالمرافق الكهربائية غير المنظمة وهي : أوهايو، أوكلاهوما، أوريغون، بنسلفانيا، رود آيلاند، تكساس، فيرجينيا، أريزونا، أركنساس، كاليفورنيا، كونيتيكت، ديلاوير، إلينوي، مين، ماريلاند، ماساتشوستس، ميشيغان، مونتانا، نيو هامبشاير، نيو جيرسي، ونيو مكسيكو، ونيويورك، وواشنطن العاصمة. نظرًا لتقسيم احتكارات المرافق الكهربائية بشكل متزايد إلى أعمال غير منظمة، ارتفعت أجور المدراء التنفيذيين. وبالخصوص الحوافز المقدمة لهم.

## الرقابة
عادة ما يتم تنفيذ الرقابة على المستوى الوطني، ولكنها تختلف باختلاف الدعم المالي والتأثيرات الخارجية. لا وجود لأي منظمة دولية ذات نفوذ في مجال مراقبة الطاقة. يوجد مجلس عالمي للطاقة، لكن مهمته في الغالب هي تقديم المشورة وتبادل المعلومات الجديدة. ولا يملك أي نوع من السلطة التشريعية أو التنفيذية.

## تعزيز الطاقة البديلة
أصبحت الطاقة المستدامة أكثر انتشارًا في الآونة الأخيرة، وبما أنها مستقلة بطبيعتها عن مصادر الطاقة التقليدية، يبدو أن السوق له هيكل مختلف تمامًا. في الولايات المتحدة، لتعزيز إنتاج وتطوير الطاقات البديلة هناك العديد من الإعانات والمكافآت والحوافز التي تشجع الشركات على مواجهة التحدي القائم بالتحول للطاقة المستدامة بأنفسهم. هناك سابقة لمثل هذا النظام يعمل في بلدان مثل نيكاراغوا، ففي عام 2005 منحت نيكاراغوا شركات الطاقة المتجددة إعفاءات ضريبية ورسومية، مما حفز قدرًا كبيرًا من الاستثمار الخاص في الطاقة المتجددة.
ومع ذلك، قد لا يكون النجاح في نيكاراغوا موقفًا متكررًا بسهولة. كانت الحركة تُعرف باسم Energiewende وتعتبر بشكل عام حركة فاشلة لأسباب عديدة. كان السبب الرئيسي هو حقيقة أنه تم توقيته بشكل غير صحيح وتم اقتراحه خلال فترة كان فيها اقتصاد الطاقة الخاص بهم تحت مزيد من المنافسة.

## الطاقة النووية
يمكن تصنيف الطاقة النووية كمصدر أخضر حسب الدولة. على الرغم من أنه كان هناك الكثير من الخصخصة في قطاع الطاقة هذا، بعد كارثة محطة الطاقة النووية في منطقة فوكوشيما عام 2011 في اليابان، حصل نوع من التباعد عن الطاقة النووية نفسها، خاصة محطات الطاقة النووية المملوكة ملكية خاصة. الانتقاد هو أن خصخصة الشركات تميل إلى جعل الشركات نفسها تخفض التكاليف لتخرج بأرباح أكثر والتي ثبت أنها ستكون كارثية في أسوأ السيناريوهات في حالة المنشآت النووية. وضع هذا ضغطاً على العديد من البلدان الأخرى حيث شعرت العديد من الحكومات الأجنبية بالضغط لإغلاق محطات الطاقة النووية استجابةً لمخاوف الجمهور. ومع ذلك، لا تزال الطاقة النووية تحتل دورًا رئيسيًا في العديد من المجتمعات حول العالم.

## توقعات المستهلكين
لقد وجدت المرافق الكهربائية أنه ليس من السهل تلبية الاحتياجات الفريدة للعملاء الأفراد، سواء أكانت احتياجاتهم سكنيًا أم تجاريًا أم صناعيًا أم حكوميًا أم عسكريًا أو غير ذلك. فلدى العملاء في القرن الحادي والعشرين طلبات واحتياجات جديدة وعاجلة تتطلب تحولا في الشبكة الكهربائية. إنهم يريدون نظامًا يزيد من قدرة المرافق على استخدام الطاقة الشمسية وطاقة الرياح لتوليد الكهرباء. يريد العملاء أيضًا نظامًا يمنحهم أدوات جديدة وبيانات أفضل للمساعدة في إدارة استخدامهم للطاقة وحماية متقدمة ضد الهجمات الإلكترونية ونظام يقلل أوقات الانقطاع ويسرع من استعادة الطاقة.